# تشيف جونسون
تشيف جونسون (بالإنجليزية: Chief Johnson)‏ هو لاعب كرة قاعدة أمريكي، ولد في 30 مارس 1886 في وينباغو في الولايات المتحدة، وتوفي في 11 يونيو 1922 في دي موين في الولايات المتحدة.

## وصلات خارجية
- تشيف جونسون على موقع دوري كرة القاعدة الرئيسي (الإنجليزية)
- تشيف جونسون على موقعبيزبول رفرنس.كوم (الدوري الرئيسي) (الإنجليزية)
- تشيف جونسون على موقعبيزبول رفرنس.كوم (الدوري الثانوي) (الإنجليزية)
- تشيف جونسون على موقع إي إس بي إن.كوم (أم.أل.بي) (الإنجليزية)